# کاغتسراشن
کاغتسراشن (به ارمنی: Քաղցրաշեն) یک شهر در ارمنستان است که در استان آرارات واقع شده‌است.  در  کیلومتری شمال آرتاشات، مرکز استان آرارات واقع شده است.

## خصوصیات
کاغتسراشن ۳٬۲۲۱ نفر جمعیت دارد و در ارتفاع  متر بالاتر از سطح دریا قرار گرفته است.

## نگارخانه

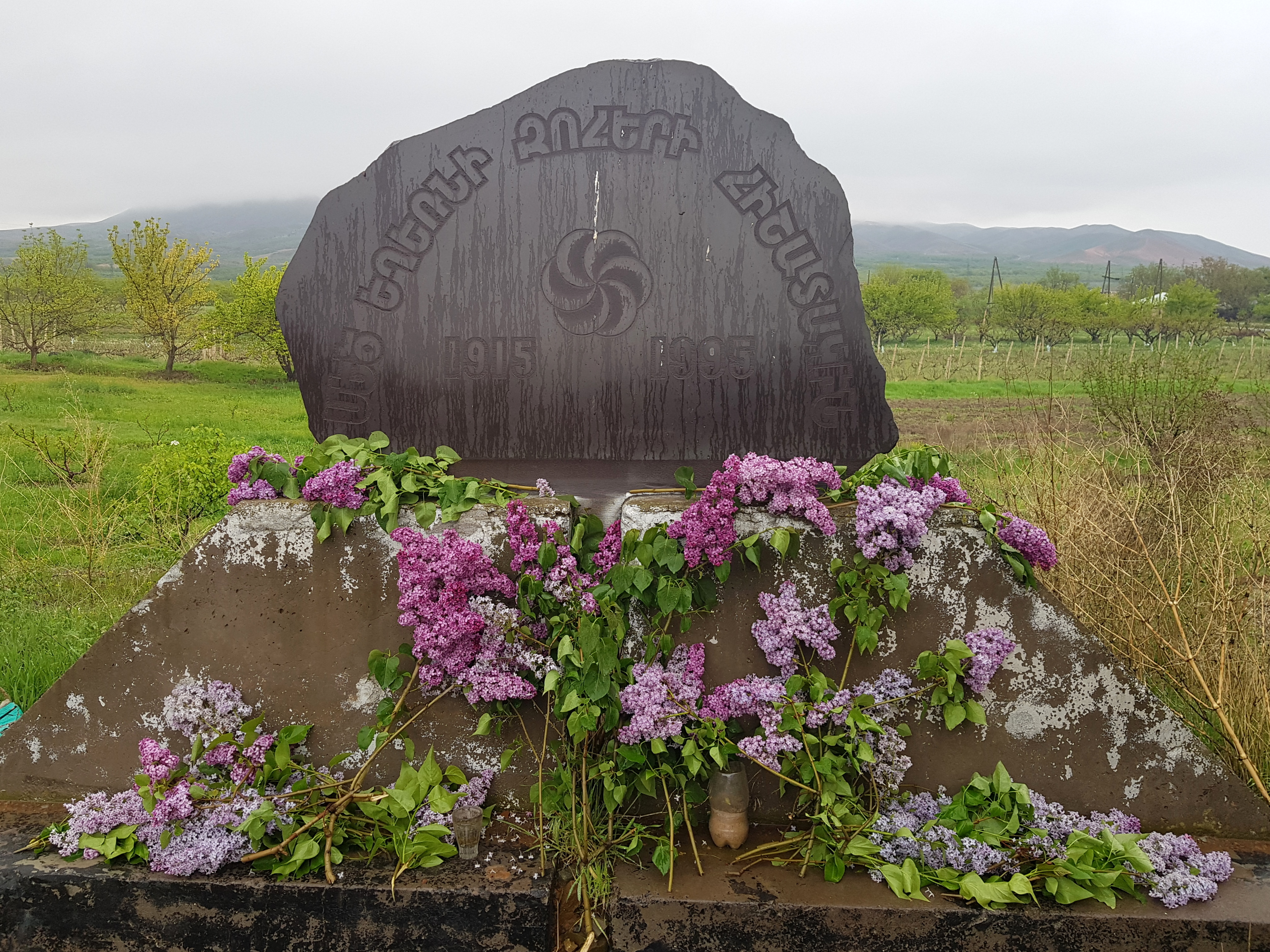
Armenian Genocide Memorial in Kaghtsrashen